# Motörizer
Motörizer is het 20ste studioalbum van heavymetalband Motorhead. Het is wederom geproduceerd door Cameron Webb.
De CD/LP zal door het platenlabel SPV uitgebracht worden op:
- 26 augustus in de VS
- 29 augustus in Duitsland
- 1 september in Europa

## Inhoud
1. "Runaround Man" - 2:59
2. "(Teach You How To) Sing The Blues" - 3:07
3. "When The Eagle Screams" - 3:01
4. "Rock Out" - 3:53
5. "One Short Life" - 4:46
6. "Buried Alive" - 4:22
7. "English Rose" - 3:46
8. "Back On The Chain" - 3:43
9. "Heroes" - 3:58
10. "Time Is Right" - 3:42
11. "The Thousand Names Of God" - 4:09

## Bezetting
- Lemmy Kilmister – basgitaar, zang
- Phil Campbell – elektrische gitaar
- Mikkey Dee - drums